# Olena Kyssilewska

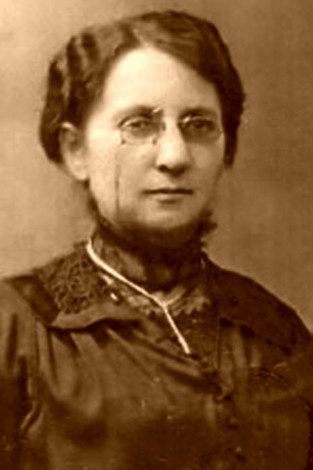
Olena Kyssilewska

Olena Lwiwna Kyssilewska (ukrainisch Оле́на Льві́вна Кисіле́вська; * 24. März 1869 in Folwarki; † 29. März 1956 in Ottawa) war eine ukrainische Schriftstellerin, Verlegerin und Mitglied der ukrainischen Frauenbewegung. Sie verfasste zahllose Artikel zum Thema Frauenrechte und gab von 1925 bis 1939 die Zeitschrift Жіноча доля (deutsch: Das Schicksal der Frauen) heraus. Neben ihrer Tätigkeit als Journalistin saß sie von 1929 bis 1935 als Abgeordnete für die Ukrainische Nationaldemokratische Union (UNDO) im Parlament der zweiten polnischen Republik. Nach dem Zweiten Weltkrieg emigrierte sie nach Kanada und wurde die erste Präsidentin des Weltverbands der Ukrainischen Frauenorganisationen, dem sie bis zu ihrem Tod vorstand.

## Leben

### Privatleben
Olena Kyssilewska war die Tochter des griechisch-katholischen Pfarrers Lew Simenowitsch und die jüngere Schwester des später in den USA tätigen Journalisten Wolodimir Simenowitsch. Im Alter von 15 Jahren besuchte sie die Berufsschule in Stanislawiw und kam dort erstmalig mit der Frauenbewegung in Berührung. Nach dem Tod ihres Vaters war sie gezwungen, ihr Studium abzubrechen und sich autodidaktisch weiterzubilden.
Mit 18 Jahren heiratete sie den Buchhändler und Schriftsteller Julian Kyssilewski (* 1864; † 1928) aus Kolomyja. Das Paar hatte drei Kinder. Natalja, die älteste Tochter, starb noch im Kindesalter vor bzw. im Jahr 1896. Der einzige Sohn Wolodimir sollte später in Kanada Karriere als Professor der Slawistik machen, während die jüngste Tochter Hanna bis zur Emigration mit ihrem Ehemann Wolodimir Hankiwski ihre Mutter bei deren Arbeit unterstützte. Während des Ersten Weltkriegs gehörten sowohl Kyssilewska als auch ihre Tochter einem Hilfskomitee des Roten Kreuzes in Wien an und kümmerte sich um verwundete ukrainische Soldaten sowie Kriegsgefangene.

### Schriftstellerin und Frauenrechtsaktivistin
Bereits während ihrer Zeit in Stanislaw war Kyssilewska in die von Natalija Kobrynska neu gegründete Gesellschaft der Ruthenischen Frauen eingetreten. Iwan Franko half ihr 1903, einige Geschichten in der Zeitschrift Literarisch-wissenschaftlicher Herold zu veröffentlichen, zu diesem Zeitpunkt noch unter dem Pseudonym Kalyna. Ihre Kurzgeschichten aus dieser Zeit handelten oft von dem Leben der galizischen Bauern. Im Jahr 1910 begann sie in Zeitschriften und Almanachen neben den Kurzgeschichten auch Artikel über Frauenrechte zu veröffentlichen und ab 1912 edierte sie regelmäßig eine Seite zu Frauenthemen in der Zeitung Dilo. Abgesehen von Artikeln organisierte sie mit der Gesellschaft der Ruthenischen Frauen praktische Kurse, in denen Frauen in Hauswirtschaft, Kochen, Schneidern, Nähen und Hygiene unterrichtet wurden.
1923 wurde Olena Kyssilewska eine Referentin des kolomjanischen Zweigs der Union Ukrainischer Frauen, mit der sie ab 1925 erstmals die Zeitschrift Жіноча доля (deutsch: Das Schicksal der Frauen) herausbrachte. Sie erschien zunächst monatlich, dann alle zwei Wochen. Mit der Zeitschrift hoffte Kyssilewska ein breiteres Publikum sowohl in der Stadt als auch auf dem Land zu erreichen. In ihren zahlreichen Artikeln forderte sie die Emanzipation der Bäuerinnen und völlige Gleichberechtigung der Frau. Auch setzte sie sich für verbesserte Frauenbildung ein und betonte dabei die Notwendigkeit, sie in ukrainischer Sprache zu unterrichten, für sie ein Ausdruck von Patriotismus. Neben den feministischen Themen behandelte sie auch die Bekämpfung von sozialen Problemen wie Analphabetismus, Alkoholmissbrauch und Armut. 1929 organisierte sie die Feier des ersten Muttertages in Lwiw.
Zwischen den Weltkriegen reiste Olena Kyssilewska viel, sowohl in Europa als auch in den USA, um sich vor Ort mit Frauenorganisationen zu treffen. Viele ihrer Werke aus dieser Zeit sind Reisereportagen, in denen sie ihre Eindrücke schilderte. So beschrieb sie in ihren Briefen vom Schwarzen Meer, die 1939 in Kolomyja erschienen, die von Mustafa Kemal Atatürk eingeführten Reformen. Ihr Augenmerk lag dabei insbesondere auf der verbesserten Situation für Frauen, die nun unverschleiert und unbegleitet auf die Straße gehen durften, Zugang zu höherer Bildung besaßen und das Wahlrecht hatten. Gleichzeitig lieferte sie durch ihre sachlichen Beschreibungen einen objektiven Einblick in das türkische Alltagsleben der 1930er Jahre.

### Abgeordnete
Olena Kyssilewska engagierte sich zunehmend in der Partei Ukrainische Nationaldemokratische Union (UNDO) und wurde 1928 als deren Abgeordnete gewählt. Sie saß von 1928 bis 1935 insgesamt für zwei Amtsperioden im Parlament der zweiten polnischen Republik. In dieser Zeit bereiste sie diverse Orte in der Westukraine, wo sie Frauenvereine und Genossenschaften gründete und Reden hielt. Der Emigrant Stepan Browtschuk berichtete über ihren Aufenthalt in Petschenischyn:

„Zuvor gab es Besuche von Olena Kyssilewska, für die ein königlicher Empfang arrangiert wurde, zu dem auch die Ehemänner der Mitglieder zugelassen waren. Ihre Rede trug zur Aufmunterung der Stimmung bei. Und bis dahin war der Mann der König in der Familie, die Frau nur eine gehorsame Dienerin – eine Mutter. Von nun an tauchte neben dem König auch die Gestalt der Königin auf.“

Am 15. September 1933 unterzeichnete Kyssilewska gemeinsam mit Milena Rudnyzka einen Aufruf an die Frauen in der ganzen Welt gegen den Holodomor.

„Die Ukraine stirbt vor Hunger! All dies geschieht inmitten der Stille der zivilisierten Welt ... Tun Sie alles, was Sie können, um zu verhindern, dass die roten Satrapen die Wehrlosen ungestraft misshandeln. Erlauben Sie nicht, dass die Menschheit die schreckliche Verantwortung für die beispiellosen Verbrechen der roten Diktatur in der Ukraine auf sich nimmt!“

Ab dem Jahr 1935 fungierte Olena Kyssilewska als Vorsitzende der Frauenabteilung der Organisation Silskyi Hospodar.

### Emigration und letzte Jahre
Kurz vor Ausbruch des Zweiten Weltkriegs löste die polnische Regierung die Union Ukrainischer Frauen auf und verhaftete die Leiterinnen der örtlichen Zweigstellen. Ob Kyssilewska, die am Ende als Leiterin der Organisations- und Presseabteilung fungiert hatte, ebenfalls verhaftet wurde, ist nicht bekannt. Nur wenig später wurde Galizien 1939 von den sowjetischen Streitkräften annektiert und Kyssilewska musste ihre Heimat verlassen. Einer Quelle zufolge wurden in der Ukraine von den sowjetischen Behörden die Nennung ihres Namens verboten und ihre Verdienste unterdrückt, um sie in Vergessenheit geraten zu lassen.
Zunächst lebte sie in einem westdeutschen Auffanglager für Flüchtlinge und emigrierte 1948 nach Kanada. Dort wurde sie zur ersten Präsidentin des Weltverbandes ukrainischer Frauenorganisationen gewählt. Auch schrieb sie die Memoiren ukrainischer Frauenrechtlerinnen und Freiheitskämpferinnen, wie Natalija Kobrynska, Olha Kobyljanska, Olena Teliha und Uljana Krawtschenko. Ihre letzten Jahre verbrachte sie in Ottawa, wo ihr Sohn eine Professur für Slawistik innehatte. Sie starb nur fünf Tage nach ihrem 87. Geburtstag und wurde auf dem Notre-Dame-Friedhof bestattet.

## Werke (Auswahl)

### Kurzgeschichten
- Das Meer
- Neue Stiefel
- Iwanicha erzählt
- Das Dorf Pokut

### Reiseberichte
- Die Schweiz
- Reise nach Afrika
- Eindrücke von der Straße
- Zu den Lagerräumen von Dowbusch
- 1935: Unter dem Himmel des Südens
- 1939: Briefe vom Schwarzen Meer
- 1955: Über mein Heimatland